# جهان‌آباد علیا (گرگان)
جهان‌آباد علیا، روستایی است از توابع بخش بهاران شهرستان گرگان در استان گلستان ایران.

## جمعیت
این روستا در دهستان قرق قرار داشته و براساس سرشماری سال ۱۳۸۵جمعیت آن ۲۲۰نفر (۵۱خانوار) بوده است.